# Pristimantis olivaceus
Pristimantis olivaceus là một loài động vật lưỡng cư trong họ Strabomantidae, thuộc bộ Anura. Loài này được Köhler, Morales, Lötters, Reichle, & Aparicio miêu tả khoa học đầu tiên năm 1998.